# Муньйогранде
Муньйогранде (ісп. Muñogrande) — муніципалітет в Іспанії, у складі автономної спільноти Кастилія-і-Леон, у провінції Авіла. Населення — 77 осіб (2010).
Муніципалітет розташований на відстані близько 110 км на північний захід від Мадрида, 26 км на північний захід від Авіли.
На території муніципалітету розташовані такі населені пункти: (дані про населення за 2010 рік)
- Кастільбланко: 39 осіб
- Муньйогранде: 38 осіб

## Демографія
Динаміка населення (INE ):